# Louise Isabelle de Kirchberg

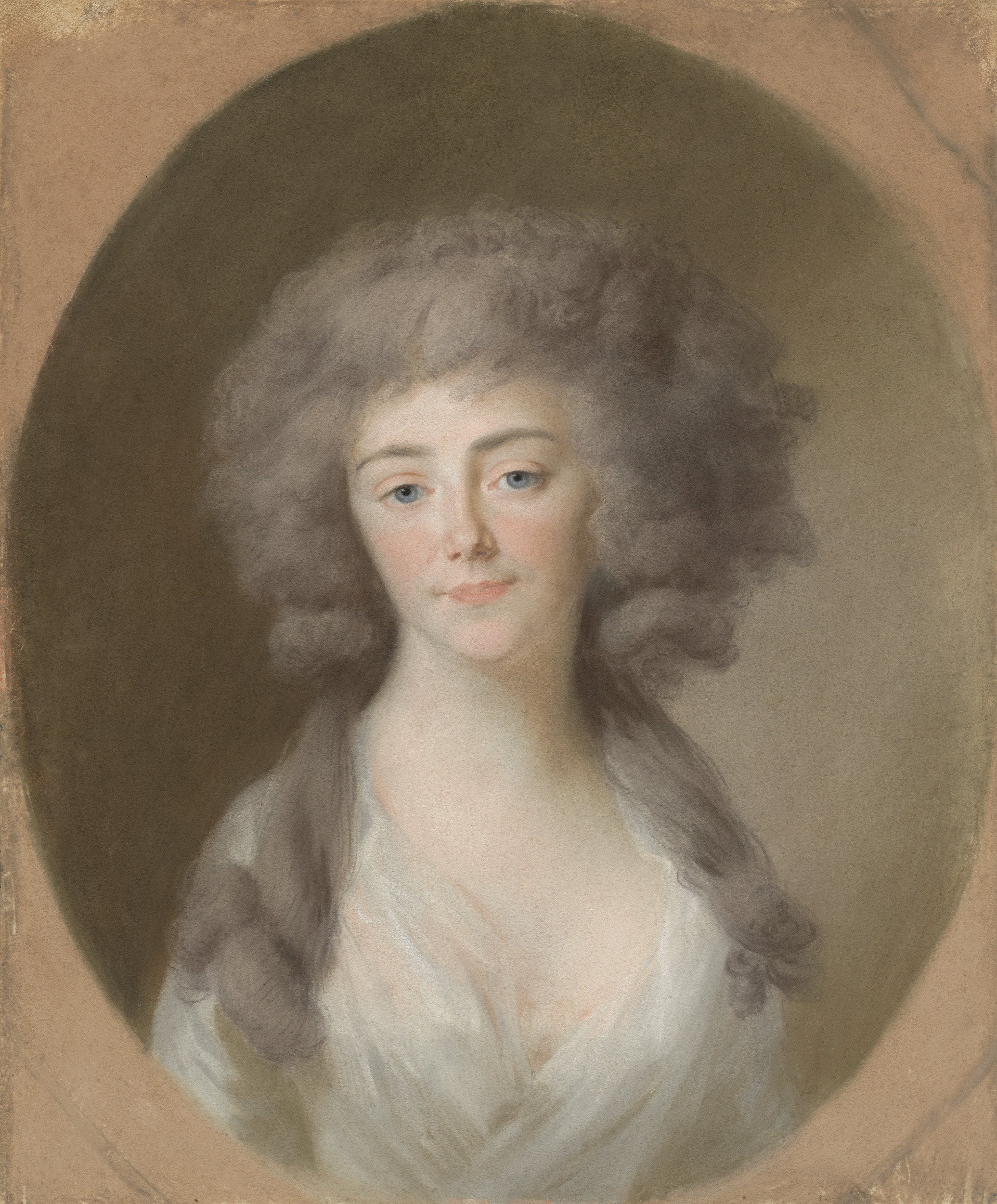
Louise Isabelle de Kirchberg

Louise Isabelle Alexandrine Auguste, Contesă de Sayn-Wittgenstein-Hachenburg, (19 aprilie 1772 – 6 ianuarie 1827) a fost Prințesă consort de Nassau-Weilburg (1788 – 1816) prin căsătoria cu Frederic Wilhelm, Prinț de Nassau-Weilburg.

## Biografie
La 31 iulie 1788 la Hachenburg, Louise Isabelle s-a căsătorit cu Frederic Wilhelm, Prinț de Nassau-Weilburg (25 octombrie 1768 – 9 ianuarie 1816). Mirele era cu aproape 20 de ani mai în vârstă decât mireasa, care avea numai 16 ani. La acel moment el era încă moștenitorul principatului. Tatăl lui a murit la 28 noiembrie în același an iar Frederic l-a succedat.
Frederic Wilhelm și Louise Isabelle au avut patru copii:
- Wilhelm, Duce de Nassau (14 iunie 1792 - 20 august/30 august 1839).
- Auguste Luise Wilhelmine de Nassau-Weilburg (Weilburg, 5 ianuarie 1794 - Weilburg, 11 aprilie 1796).
- Henrietta de Nassau (30 octombrie 1797 - 29 decembrie 1829). S-a căsătorit cu Arhiducele Karl, Duce de Teschen
- Friedrich Wilhelm de Nassau-Weilburg (Bayreuth, 15 decembrie 1799 - Viena, 6 ianuarie 1845). S-a căsătorit la 7 iunie 1840 cu Anna Ritter, Edle von Vallyemare (1802 - 1864), creată Gräfin von Tiefenbach în 1840, văduva lui Johann Baptist Brunold. Singura lor fiică a fost:
  - Wilhelmine Brunold (5 iulie 1834 - Geneva, 12 decembrie 1892), creată în 1844 Gräfin von Tiefenbach, căsătorită la Paris la 30 octombrie 1856 și divorțată în 1872 de Émile de Girardin